# Polarisierung von Arbeitszeiten
Die Polarisierung von Arbeitszeiten bezeichnet eine unterschiedliche Verteilung tatsächlich geleisteter Arbeitszeiten unter verschiedenen Gruppen einer Bevölkerung, wobei je nach Gruppenzugehörigkeit entweder besonders lange oder umgekehrt besonders kurze Arbeitszeiten vorherrschen. Die Verteilung ist also polarisiert.
Vielfach wird nicht nur das Ergebnis, sondern auch ein gesellschaftlicher Prozess in Richtung zunehmend polarisierter Arbeitszeiten als Polarisierung von Arbeitszeiten bezeichnet.
Eine Polarisierung kann sich dabei auf unterschiedliche Gruppen beziehen: auf Männer und Frauen, auf hoch und gering Qualifizierte, auf Inländer und Ausländer, auf junge und ältere Personen. Beispielsweise sind europaweit die Quoten bei Teilzeitarbeit unter Männern und Frauen sehr verschieden. Insbesondere sind die Arbeitszeiten von Eltern in Westdeutschland stark polarisiert.
Sofern die Polarisierung nicht mit Wünschen der Betroffenen übereinstimmt (unfreiwillige Teilzeitbeschäftigung), kann es sich dabei um eine Form der Diskriminierung handeln.

## Innerfamiliäre Polarisierung von Arbeitszeiten
Bei polarisierten Arbeitszeiten innerhalb einer Partnerschaft handelt es sich vielfach um ein Ergebnis einer Abwägung des Einzelnen oder der Familienmitglieder zwischen dem Wert des Gehalts im Vergleich mit dem Wert der zur Verfügung stehenden Zeit. Oft ist die Verschiedenheit der Arbeitszeiten zwischen Männern und Frauen Ausdruck einer geschlechterspezifischen Arbeitsteilung innerhalb der Familie, bei der die jeweiligen zu erwartenden Gehaltseinbußen (Opportunitätskosten) und ggf. Erwartungen einer Fokussierung des Engagements auf eine Rolle (Hyperinklusion) zum Tragen kommen. So kann es, gerade bei bestehenden Gehaltsdifferenzen zwischen Mann und Frau, innerhalb einer Familie eine Entscheidung zur Optimierung der Familienökonomie sein, dass ein Partner in Vollzeit arbeitet und womöglich Überstunden leistet, während der andere Elternteil zur Wahrnehmung der Familienaufgaben die eigenen Arbeitszeiten deutlich reduziert. In Staaten, in denen ein Ehegattensplitting gilt, kann dieser ökonomische Vorteil besonders groß sein. Umgekehrt können sich aus einem solchen Modell Nachteile für die Rentenansprüche und die längerfristigen Karrieremöglichkeiten des gering verdienenden Partners ergeben.

## Polarisierte Arbeitszeiten in einzelnen Staaten

### Deutschland

Verteilung von Teilzeitarbeit unter Männern und Frauen in Deutschland

In Deutschland wünschen sich laut einer Erhebung (Stand: 2017) circa 2,4 Millionen Erwerbstätige im Alter von 15 bis 74 Jahren eine Erhöhung ihrer Arbeitszeit, 1,4 Millionen eine Verkürzung. Ein Ausfall bzw. eine Zunahme des Verdienstes gemäß der Arbeitszeit wurde bei der Befragung mitberücksichtigt.
Die Erwerbsarbeit ist nach Qualifikation und Geschlecht polarisiert verteilt: Männer arbeiten zunehmend über 40 Stunden, wobei die Zunahme im Bereich über 48 Stunden besonders groß ist; Frauen hingegen arbeiten verstärkt unter 30 Stunden, mit besonderer Zunahme im Bereich unter 15 Stunden.
In Deutschland ist eine zunehmende Polarisierung zu beobachten: einerseits ist die Arbeitszeit Vollzeitbeschäftigter angestiegen, andererseits wächst der Anteil der Teilzeit- und geringfügig Beschäftigten. Die Teilzeitquote lag 1991 noch bei 14 % und stieg bis 2005 auf 24,5 %. Die Quote unterscheidet sich aber stark nach dem Geschlecht. Für Frauen bildet Teilzeitarbeit allmählich eine neue Form der Normalarbeitszeit: 44 % aller abhängig beschäftigten Frauen arbeiten kürzer als Vollzeit. Bei den Männern stieg die Quote hingegen nur langsam auf insgesamt 7 %.
Der Prozess der Polarisierung wird auf eine Aushöhlung kollektiver Arbeitszeitnormen im Sinne von Arbeitszeitgesetzen, kollektiven Regelungen und Betriebsvereinbarungen zurückgeführt, wie sie auch im angelsächsischen Raum schon seit längerem zu beobachten sei.

### Großbritannien
In Großbritannien besteht eine Polarisierung der Arbeitszeiten nach dem Geschlecht: so arbeiten Frauen zu 40 % in Teilzeit, Männer zu 60 % mehr als 40 Wochenstunden.

## Polarisierung in Zusammenhang mit Tätigkeit und Qualifikation

### Polarisierte Arbeitszeiten nach Wirtschaftssektor
In vielen Wirtschaftsbranchen sind Arbeitsbedingungen von Prozessen der Flexibilisierung und Polarisierung von Arbeitszeiten sowie durch stärkere Anforderungen an die berufliche Mobilität geprägt.

### Polarisierte Arbeitszeiten nach Qualifikation
In einem Vergleich des Instituts Arbeit und Technik (IAT/Gelsenkirchen) unter vier Staaten wurde festgestellt, dass in Großbritannien, Deutschland und Schweden die tatsächlichen Wochenarbeitszeiten von Beschäftigten mit hoher Qualifikation länger sind als die von Beschäftigten mit geringer und mittlerer Qualifikation; in Italien sind sie hingegen kürzer. Die Unterschiede je nach Qualifikation lassen sich zum Teil durch einen hohen Teilzeitanteil bei un- und angelernten Beschäftigten erklären, allerdings steht dieser Teilzeitanteil unter dem Einfluss mehrerer Faktoren, zum Beispiel kultureller Bedingungen, gesetzlicher Arbeitszeitregelungen und bestehender Kinderbetreuungsangebote.